# زک استابلتی-کوک
زَک استابلتی-کوک (: Zac Stubblety-Cook؛ زادهٔ ۴ ژانویهٔ ۱۹۹۹) شناگر اهل استرالیا است.
او در مسابقات کشوری و بین‌المللی در مجموع برندهٔ ۱ مدال طلا شده است.